# Patrik Stöcker
Patrik Stöcker (Colonia, 23 de julio de 1992) es un deportista alemán que compitió en remo. Ganó dos medallas en el Campeonato Mundial de Remo, en los años 2016 y 2017.

## Palmarés internacional
| Campeonato Mundial | Campeonato Mundial        | Campeonato Mundial | Campeonato Mundial        |
| Año                | Lugar                     | Medalla            | Prueba                    |
| ------------------ | ------------------------- | ------------------ | ------------------------- |
| 2016               | Róterdam (Países Bajos)   | Medalla de oro     | Cuatro scull ligero       |
| 2017               | Sarasota (Estados Unidos) | Medalla de bronce  | Cuatro sin timonel ligero |